# 莫是龍

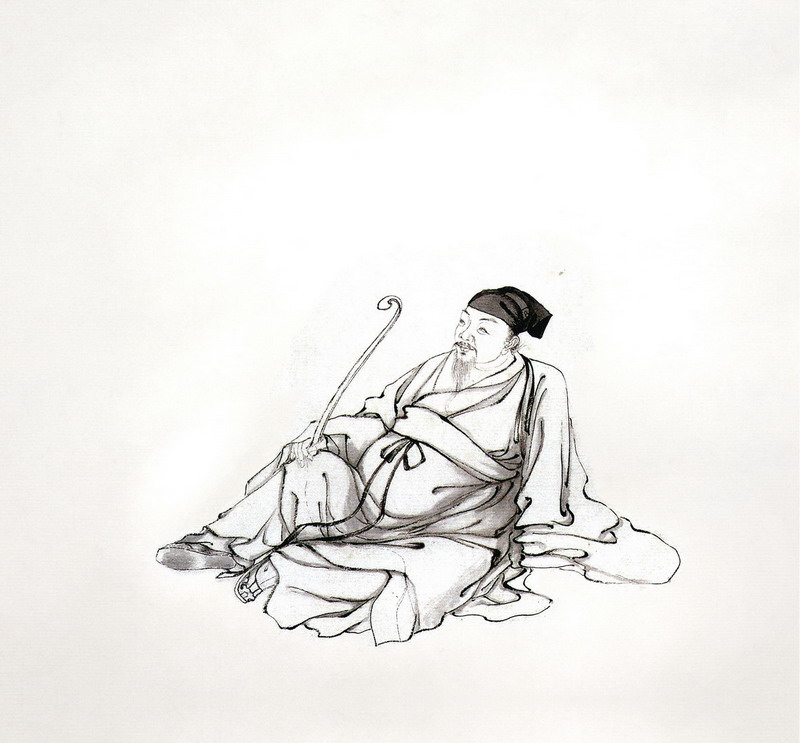
莫是龍の画像

莫 是龍（ばく しりゅう、1539年 - 1587年）は、明代に活躍した書家・文人画家である。董其昌に画法を伝えたことで知られ、よき先輩として董其昌とともに革新的芸術運動のリーダー格として活躍した。
はじめ字を雲卿としたが後に廷韓に改めている。号は秋水または後明といった。松江府華亭県の出身。

## 生涯
当時有名な書家で高級官僚であった莫如忠を父に持ち、14歳で諸生になりさらに貢生なったが科挙にはついに及第できなかった。しかし、天賦の文才があり詩書画に優れた。書は王世貞に激賞される程だった。画は黄公望に私淑したとされるがその作風は文徴明ら呉派の影響が色濃い。16歳年下の董其昌に画法を伝授し、その後、董らと松江派（華亭派）を興し革新的な芸術運動の中心メンバーとして活躍した。書画の鑑定・画論にも長け、法帖『崇蘭館帖』を刻している。晩年、子に先立たれて貧困生活のうちに没した。
莫是龍の著作『画説』には、董其昌の画論とそっくりな南北宗論が掲載されている。どちらがオリジナルであるか決着していないが中田勇次郎は董其昌に軍配を挙げている。

## 主な作品
- 「草書七言絶句」書　東京国立博物館
- 「馬和之画」京都国立博物館
- 「秋景山水図」